# Vuelo 3352 de Aeroflot
El vuelo 3352 de Aeroflot fue un Tupolev Tu-154 en una ruta nacional de Krasnodar a Novosibirsk, con una escala intermedia en Omsk. Mientras aterrizaba en el Aeropuerto de Omsk-Tsentralny el jueves 11 de octubre de 1984, el avión se estrelló contra los vehículos de mantenimiento de la pista de aterrizaje, matando a 174 personas a bordo y 4 en tierra. Una cadena de errores en las operaciones aeroportuarias contribuyó al accidente, siendo su causa principal un controlador de tránsito aéreo que se quedó dormido en servicio. Era el accidente de aviación más letal en la Unión Soviética hasta que fue superado por el vuelo 7425 de la misma aerolínea accidentado un año después en la RSSU.
Fue el desastre aéreo más grave de 1984.

## Detalles del accidente
El vuelo 3352 despegó del Aeropuerto Internacional de Krasnodar a las 23:37 p. m. del 10 de octubre. A las 5:00 a. m. hora local, el vuelo se disponía a aterrizar en el Aeropuerto de Omsk-Tsentralny en Omsk, una ciudad rusa clave en el suroeste de Siberia, que tiene una población de más de 1 millón de habitantes y es el centro administrativo de Óblast de Omsk. En su momento, esta fue la única aeronave que se aproximaba a Omsk, y dio su visto bueno para el aterrizaje cuando se contactó con el aeropuerto.
A las 5:20 a. m., le preocupaba que si la lluvia continuaba haría la pista demasiado resbaladiza, la tripulación pidió permiso al aeropuerto que la tripulación de mantenimiento en tierra secara la pista. El controlador de tierra de guardia le dio permiso y procedió a conciliar el sueño, poco después, en el proceso de olvidar encender la advertencia "pista ocupada". En cualquier caso, en virtud de la normativa aeroportuaria, todo este procedimiento no debería haber ocurrido, el permiso para cerrar y hacer el mantenimiento en una pista sólo puede ser dada por el controlador jefe, y él estaba ausente.
El equipo de mantenimiento, siguiendo la rutina del aeropuerto, se trasladó 3 vehículos a la pista: un UAZ-469 vehículo todo terreno con remolque, operado por un gestor de controladores y equipo delante, seguido por camiones KrAZ y Ural. Estos últimos fueron equipados con compresores de aire seco y cargado de combustible, y pesaba 16-20 toneladas. El detalle de secado luego procedió a violar sus propias reglas de seguridad en el desempeño de sus tareas: la totalidad de sus vehículos deben tener su parte superior, luces parpadeantes en forma continua. Sin embargo, las luces eran demasiado brillantes para el gusto de los trabajadores de mantenimiento, por lo que los mantuvo encendidas sólo hasta que comenzaron y después de terminar su trabajo.
Este descuido intencional jugó un papel en los pilotos que fueron incapaces de ver los vehículos en la pista (que no pudo del aire). Por el contrario, la tripulación de la pista vio el Tupolev Tu-154 que desde una buena distancia, su aterrizaje con luces encendidas. Intentaron contactar con el control de tierra 3 veces acerca de las luces, pero no recibieron respuesta y por lo tanto no les hizo caso, pensando que estaban siendo probados por un avión no en la aproximación final.

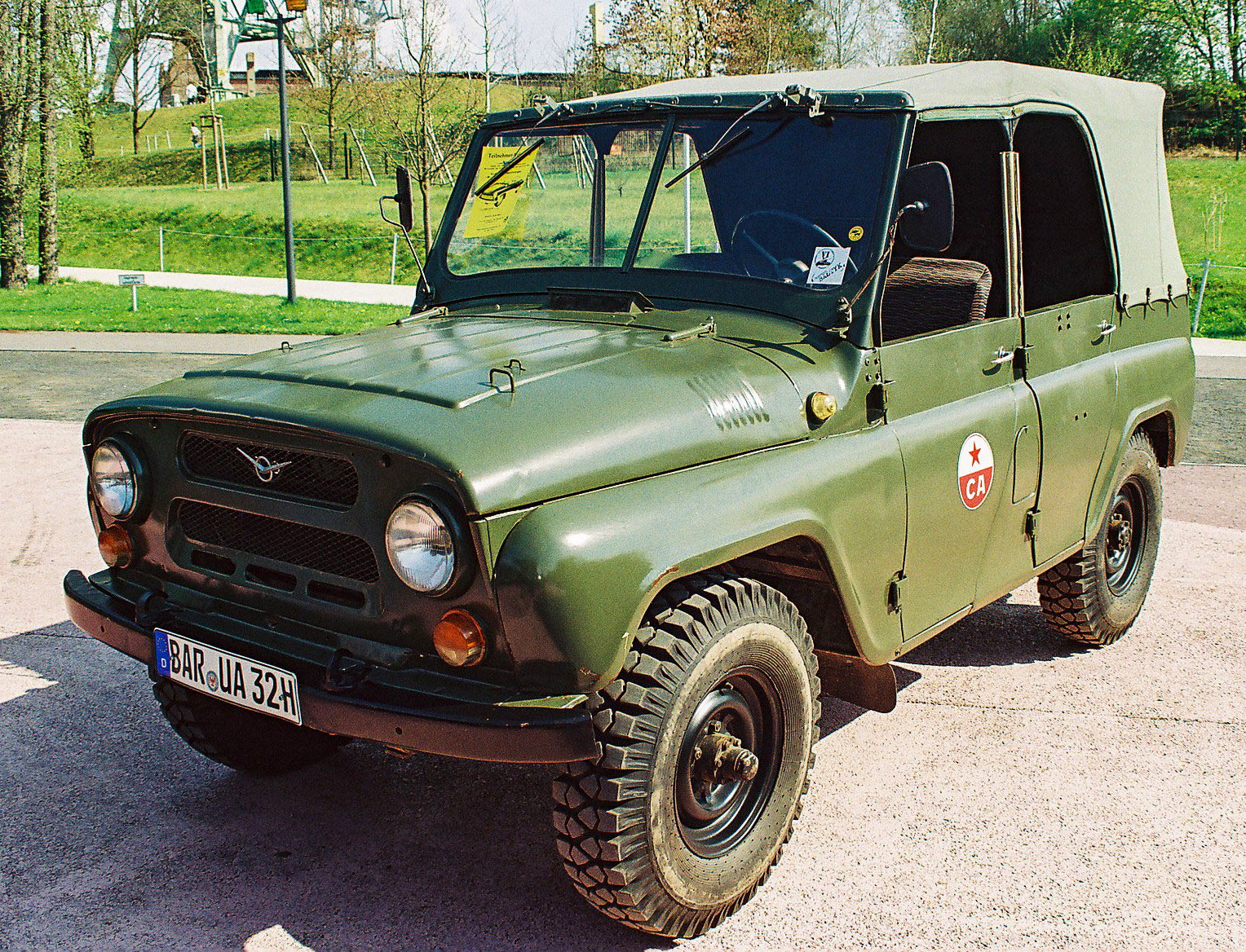
UAZ-469

Alrededor de 5:36 a. m., el vuelo 3352 solicitó permiso para aterrizar del controlador de aproximación. La solicitud fue enviada 2 veces, los pilotos notaron contornos vagos en la pista y querían volver a comprobar si hay obstáculos. El controlador verifica el estado de la pista, que se mantuvo aparentemente desocupada, entonces en contacto con el controlador de tierra y no recibió respuesta, y, posteriormente, en contacto con el controlador aéreo en la radio interna y recibió una respuesta inaudible que sonaba como ".. ree" (original, Rusia:.. бодна ) y se tomó como "libre" (ruso: свободна; comunicaciones estaban siendo grabadas y se analizaron más tarde). El controlador de aproximación despejó el aterrizaje, aunque no puede ver la pista, ya pesar de las regulaciones que le obligaba a mantener el vuelo en el aire y comprobar el estado del doble de la pista. Tanto el controlador de tierra y controlador secundario deberían haber sido capaces de ver la pista, pero el primero estaba soñando, y el segundo estuvo ausente debido a la escasez de personal.
A las 5:38 a. m., el vuelo pasó la altura mínima a la que la tripulación de vuelo podría abortar el aterrizaje. El avión aterrizó a 240 kmh (149 mph/130 nudos), en el momento del aterrizaje, la tripulación de vuelo vio la gama de vehículos de secado y trató de girar el avión, pero no pudieron evitar la colisión. El avión se estrelló contra el camión Ural haciendo que el ala izquierda se desprenda y luego 200 m por la pista se estrelló en el KrAZ, encendiendo las 7 toneladas de combustible en cada camión y el tanque de combustible de la aeronave. El avión se volcó y se rompió en tres pedazos, algunos de los cuales se estrellaron en el UAZ-469. Una fractura catastrófica de los tanques de combustible provocó la quema de combustible y del fuselaje y la incineración de todos menos uno de los pasajeros. La sección de la cabina separada voló más allá de los vehículos incendiados. Sufrió daños menores, y los 4 miembros de la tripulación sobrevivieron, sufriendo heridas leves. Ellos escaparon de la cabina y corrieron al lugar del accidente en un intento de ayudar a los pasajeros. 4 tripulantes de mantenimiento en tierra murieron al instante dentro de los vehículos. Un sobreviviente en el asiento del pasajero del UAZ se quemó, y luego el fuego que le quemaba se extinguió.

## Investigación
Una investigación del Estado concluyó que el accidente fue causado por una cadena de errores debido a la negligencia de los controladores de tráfico aéreo, así como la desobediencia de las normas básicas de mantenimiento y seguridad de los aeropuertos. El controlador de tierra se encontró directamente responsable, ya que se quedó dormido en el trabajo y, por lo tanto, no respondió a las consultas de emergencia, sino que también permitió a los camiones de servicio pasar a la pista de aterrizaje y no marcó la pista como ocupada. En una audiencia, no podía recordar sus acciones durante el período en cuestión, pero no negó los cargos. Fue condenado a 15 años y se suicidó en la cárcel. Además, el gerente de operaciones de vuelo, fue condenado a 15 años de prisión, el controlador de aproximación a 13 años, y el jefe de mantenimiento del aeropuerto a 12 años. Los tres apelaron sus condenas, sin ningún resultado. Inspecciones futuras en numerosos otros aeropuertos soviéticos también encontraron casos similares y numerosas de violaciones de las normas de seguridad similares, dando como resultado el despido de varios funcionarios de alto nivel a partir de entonces.
No se encontró error del piloto o deficiencia en el avión. La masa del vuelo estaba centrada y se encontraba dentro de las normas. Debido a la mala visibilidad, la tripulación no pudo detectar los obstáculos en la pista. Aunque tenía algunas dudas razonables en cuanto a si la pista estaba ocupada o no, estas se disiparon por palabras tranquilizadoras del controlador de aproximación. La tripulación tenía sólo unos segundos para evitar la colisión en el suelo, sino que tomó una acción evasiva, pero no podía salvar a la aeronave. Fueron por lo tanto absueltos de toda culpa.
El controlador de controlador de vuelo y de enfoque eran profesionales con al menos diez años de servicio. El controlador de tierra de turno, quien tenía 23 años, era nuevo. Se supone que no había dormido lo suficiente en los días anteriores al accidente, después de haber tenido que cuidar de sus dos hijos pequeños.
La audiencia formal del caso se produjo sólo tres meses después del accidente, debido a la estructura evidente de las circunstancias, la mayoría de ese tiempo lo pasó en la identificación de las víctimas y la localización de sus familiares. Todos los acusados, así como sus abogados, recibieron amenazas y fueron trasladados a las audiencias bajo fuertes medidas de seguridad.

## Datos técnicos y estadísticas
El Tupolev Tu-154B-1 fue operado por Aeroflot (convirtiéndose más tarde en East Siberia). Estaba equipado con 3 motores Kuznetsov NK-8-2U, y voló por primera vez en 1977.
El vuelo llevaba a 170 pasajeros, entre ellos 8 adolescentes y 16 niños de corta edad; 2.700 kg de equipaje, 306 kg de correos, y 1.600 kg de carga.
El vuelo tiene una tripulación de 9. El capitán tenía una gran experiencia, con 16.365 horas en el aire (incluyendo 4.303 horas de vuelos nocturnos).
El vuelo se acercaba a Omsk con mal tiempo: lluvia ligera, visibilidad de 2 millas con un techo de 300 pies.
En el momento en que tuvo lugar, el accidente fue el más mortífero en la historia de la aviación soviética. Que fue superado por el accidente del 10 de julio de 1985 (Vuelo 7425 de Aeroflot), otro Tupolev Tu-154, que se estrelló en la República Socialista Soviética de Uzbekistán (actual Uzbekistán), y mató a 200 personas.